# 田沼武能
田沼 武能（たぬま たけよし、1929年2月18日 - 2022年6月1日）は、日本の写真家。文化勲章受章者。東京工芸大学名誉教授、文化功労者、一般社団法人日本写真著作権協会会長。位階勲等は従三位勲三等。
サンニュース・フォトス、サン通信社での勤務を経てフリーランスとなり、東京工芸大学芸術学部教授、社団法人日本写真家協会会長（第5代）などを歴任した。

## 概要
東京府出身の写真家である。サンニュース・フォトスに入社するも、倒産にともないサン通信社に移籍し、その後フリーランスとなった。主に世界の現状、子供達の姿を撮影する。なお、『芸術新潮』やアメリカ赤十字社においては嘱託として活動し、『ライフ』では契約写真家として活動した。また、石井彰、三木淳、三堀家義らとともに「集団フォト」を結成した。そのほか、東京工芸大学で教鞭を執るとともに、1995年から2015年にかけて日本写真家協会の会長を務めた。写真分野としては史上初めてとなる文化勲章を受章した。
妻は歯科医師で料理評論家の田沼敦子（1953 - ）。

## 来歴

### 生い立ち
東京府東京市（東京都台東区浅草）出身。東京都立江北中学校（現・東京都立江北高等学校）を経て、1949年に東京写真工業専門学校（東京工芸大学の前身）を卒業。

### 写真家として
サンニュースフォトスに入社。入社後は木村伊兵衛に師事。1950年に日本写真家協会の設立に参加。1951年芸術新潮（新潮社）嘱託写真家。 1953年にサン通信社へ移籍。1959年にフリーランスとなる。

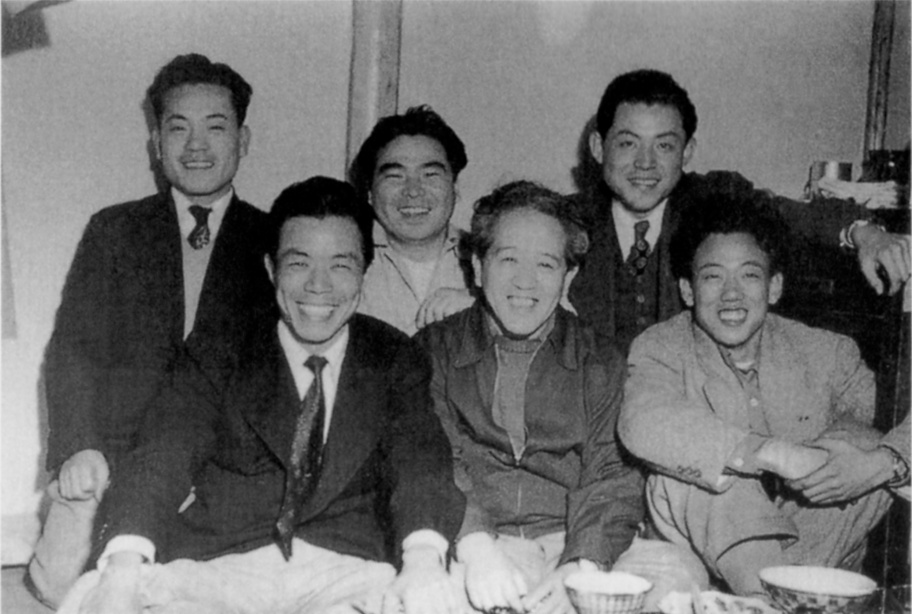
前列左より、佐々木崑、木村伊兵衛、田沼武能 (1951年〈昭和26年）〉

1965年から世界の子供達の姿を撮影し始め、120カ国を超える国と地域を訪問。1974年5月31日、師匠であった木村伊兵衛が死去。この際、木村のデスマスクを撮影した。1984年から2014年まで、黒柳徹子のユニセフ親善大使就任後の親善訪問に毎回同行し子供達の姿を撮影している。
1990年には長年の功績が認められ紫綬褒章を受章。1994年東京工芸大学芸術学部写真学科教授に就任（2004年から同大学名誉教授）。1995年に第5代日本写真家協会会長に就任（2015年に退任）。
2002年（平成14年）春の叙勲で勲三等瑞宝章を受章。2003年には文化功労者、2019年には文化勲章を受章（写真家としては初受章）。
「九条の会」傘下の「マスコミ九条の会」呼びかけ人を務めている。
2019年12月、「70年にわたる写真家活動と、写真界への多大な貢献」を理由に、朝日新聞が授与する朝日賞特別賞を受賞している。
田沼は一般財団法人「日本フォトジャーナリズム協会」の評議員も努めている。なお、この団体は性暴行事件を引き起こした広河隆一が、その犯罪行為が報じられる前月に立ち上げた団体である。広河が代表を勤めていたDAYS JAPANは、被害女性から損害賠償を求められていたが、広河は賠償には応じられないとして、破産手続きを開始している。田沼はDAYS JAPAN社の賛同人にも名を連ねている。広河による暴行事件の被害者の一部は、「日本フォトジャーナリズム協会」について、広河が問題発覚後も、ジャーナリストとしての影響力を確保するために設立した団体と見なしている。一方、田沼は取材に対して「団体は広河さんとは一切関係ありません。彼個人の問題とジャーナリズムの問題とは一緒にしないでほしい」と強調している。この態度に、被害女性の一人は、「今のメンバーに法的な責任はないかもしれません。でも、被害者の声を全く顧みないということでいいのでしょうか」と憤りを見せている。

### 死去
2022年（令和4年）6月1日、東京都内の自宅にて死去。93歳没。死没日付で叙従三位。

## 受賞歴
- 1975年（昭和50年）：第25回日本写真協会年度賞
- 1979年（昭和54年）：第14回モービル児童文化賞
- 1985年（昭和60年）：第33回菊池寛賞
- 1988年（昭和63年）：第38回日本写真協会年度賞
- 1994年（平成6年）：第44回日本写真協会年度賞
- 2020年（令和2年）：2019年度朝日賞特別賞

## 栄典
- 1990年（平成2年）秋 - 紫綬褒章[1]
- 2002年（平成14年）春 - 勲三等瑞宝章[2]
- 2003年（平成15年） - 文化功労者[8]
- 2019年（令和元年） - 文化勲章[3][9]
- 2022年（令和4年）6月1日 - 従三位[10]

## ギャラリー

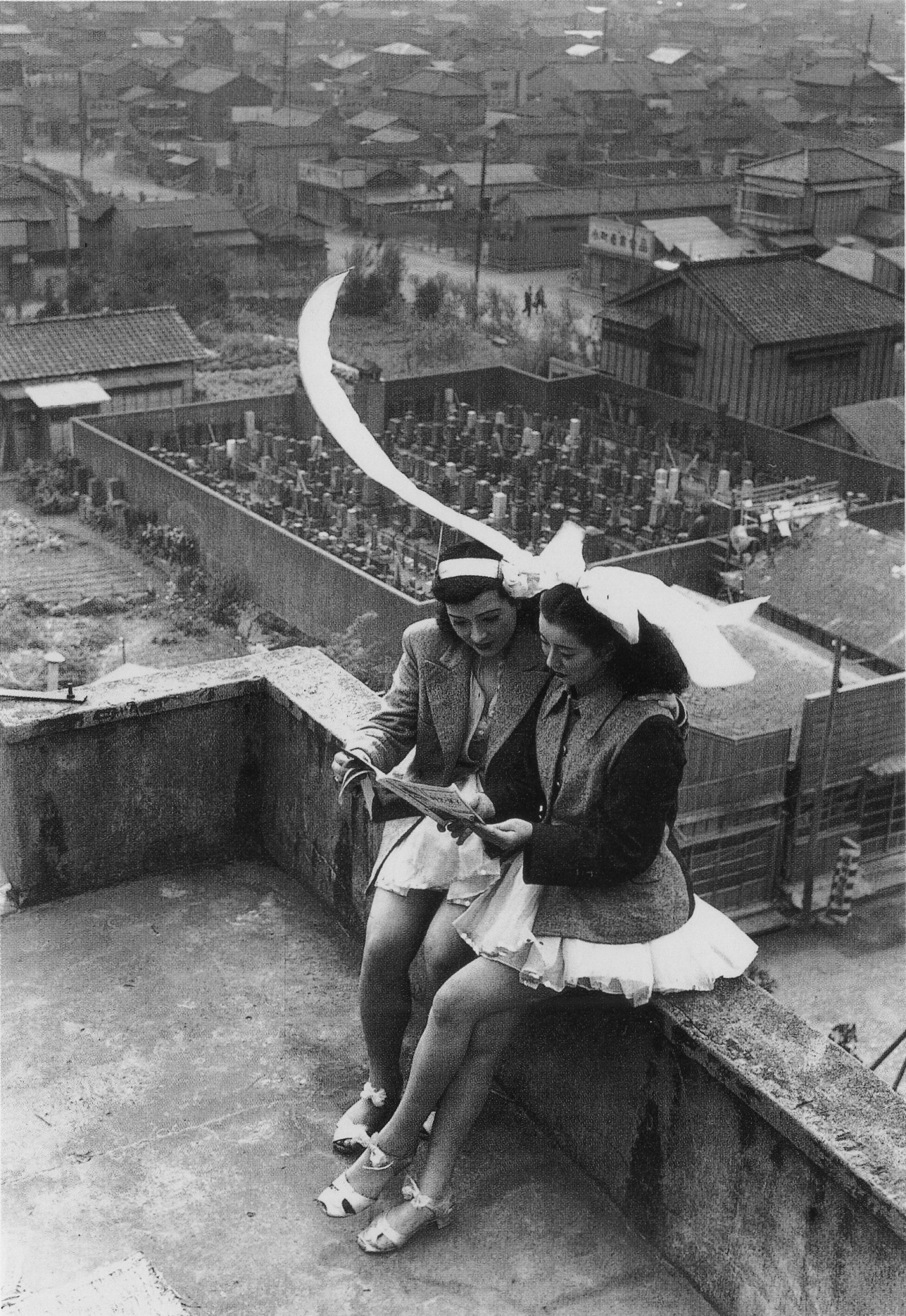
SKDの踊り子（1949年）
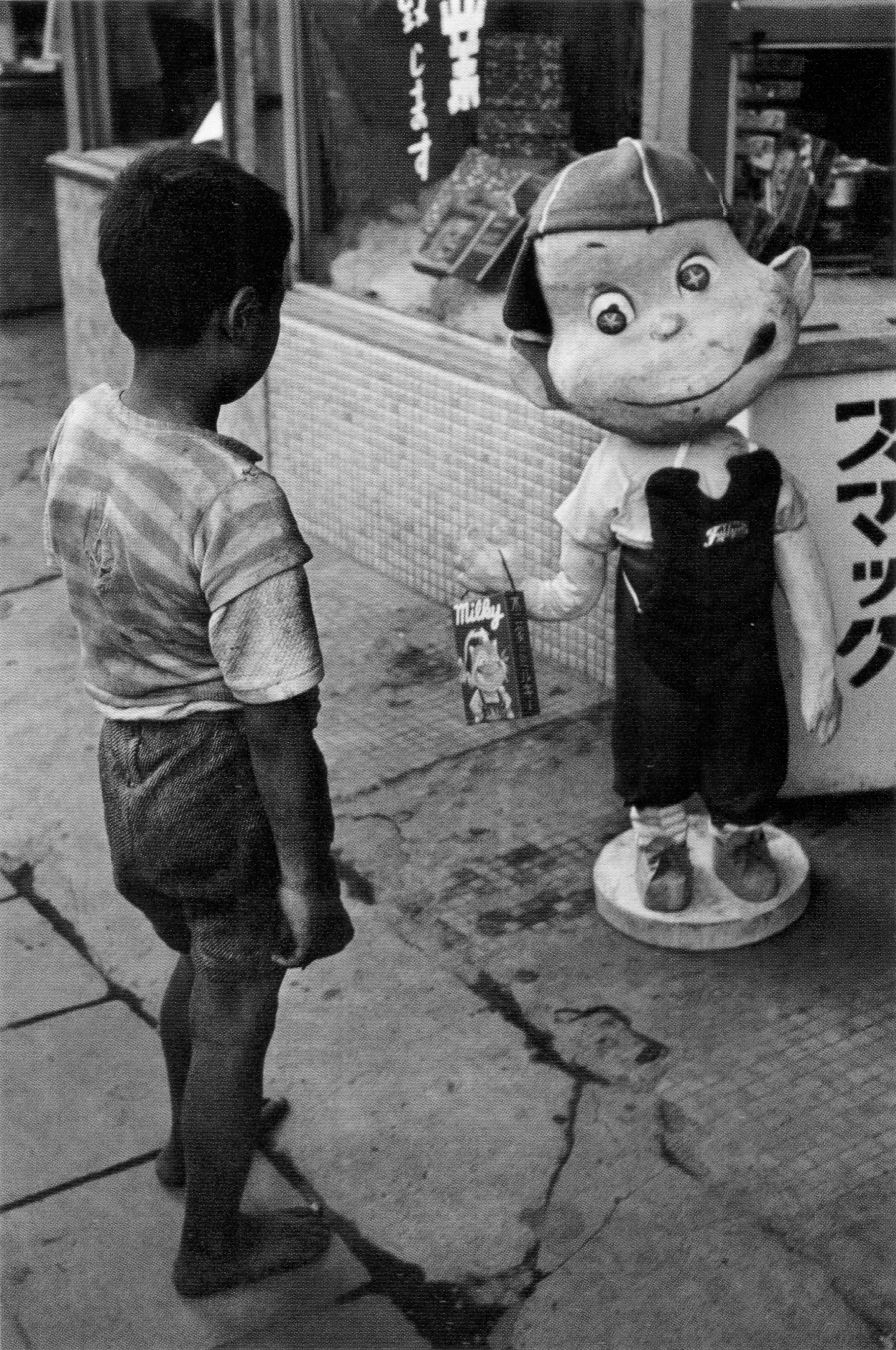
ペコちゃん人形とペコちゃんの持っているミルキーを狙う戦災孤児（1950年）
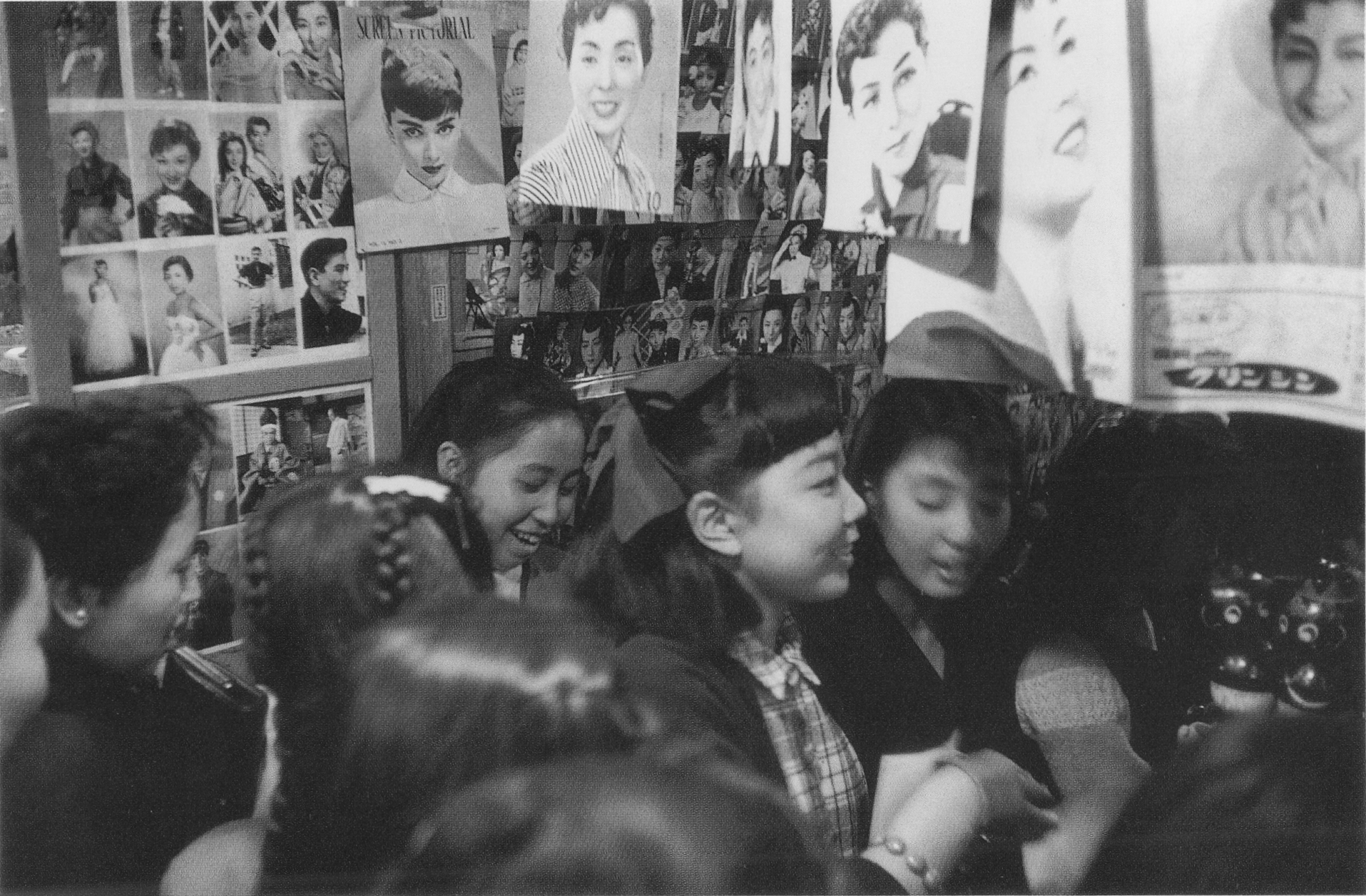
プロマイド屋（1954年）
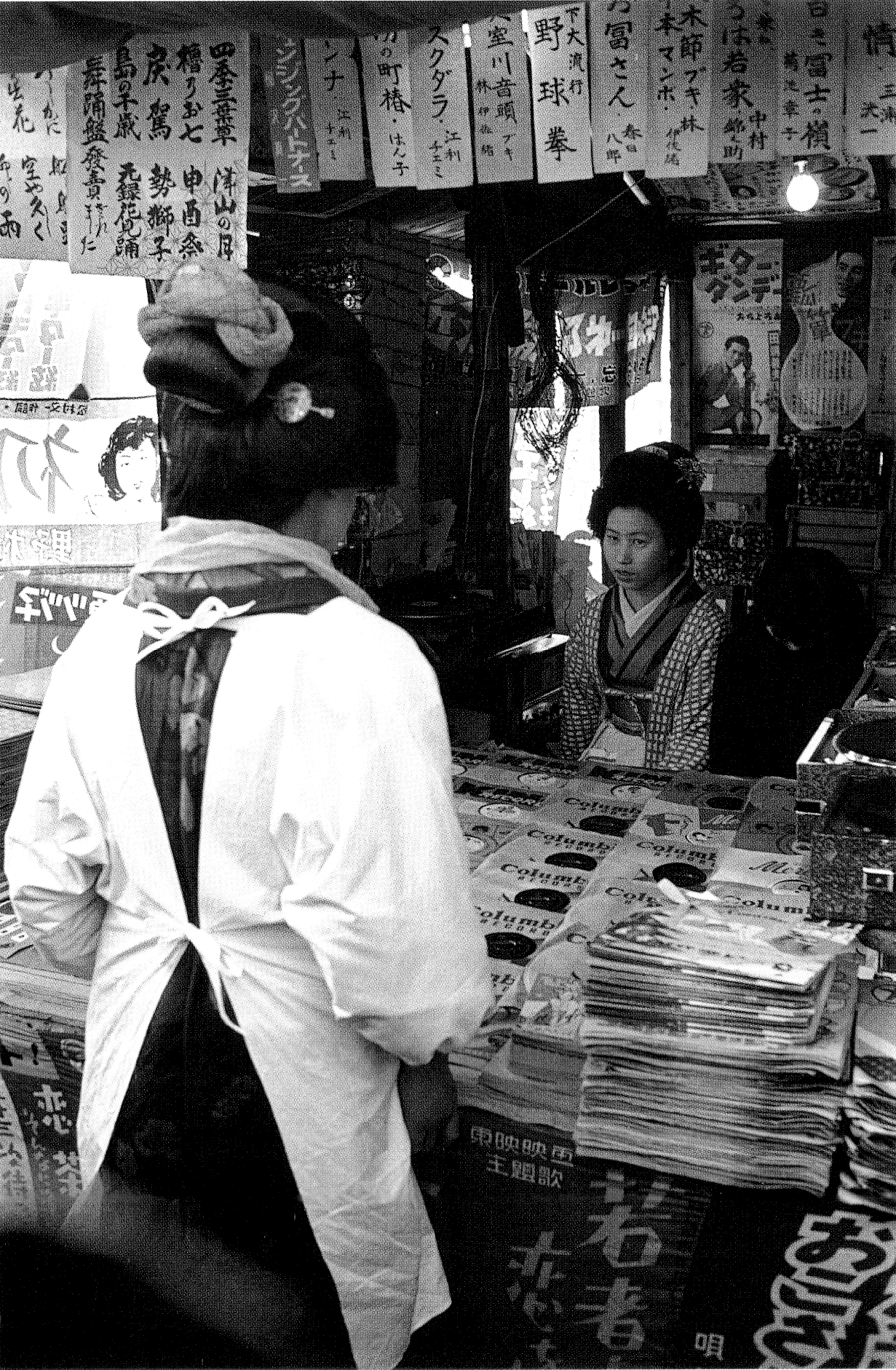
新仲見世のレコード店（1954年）
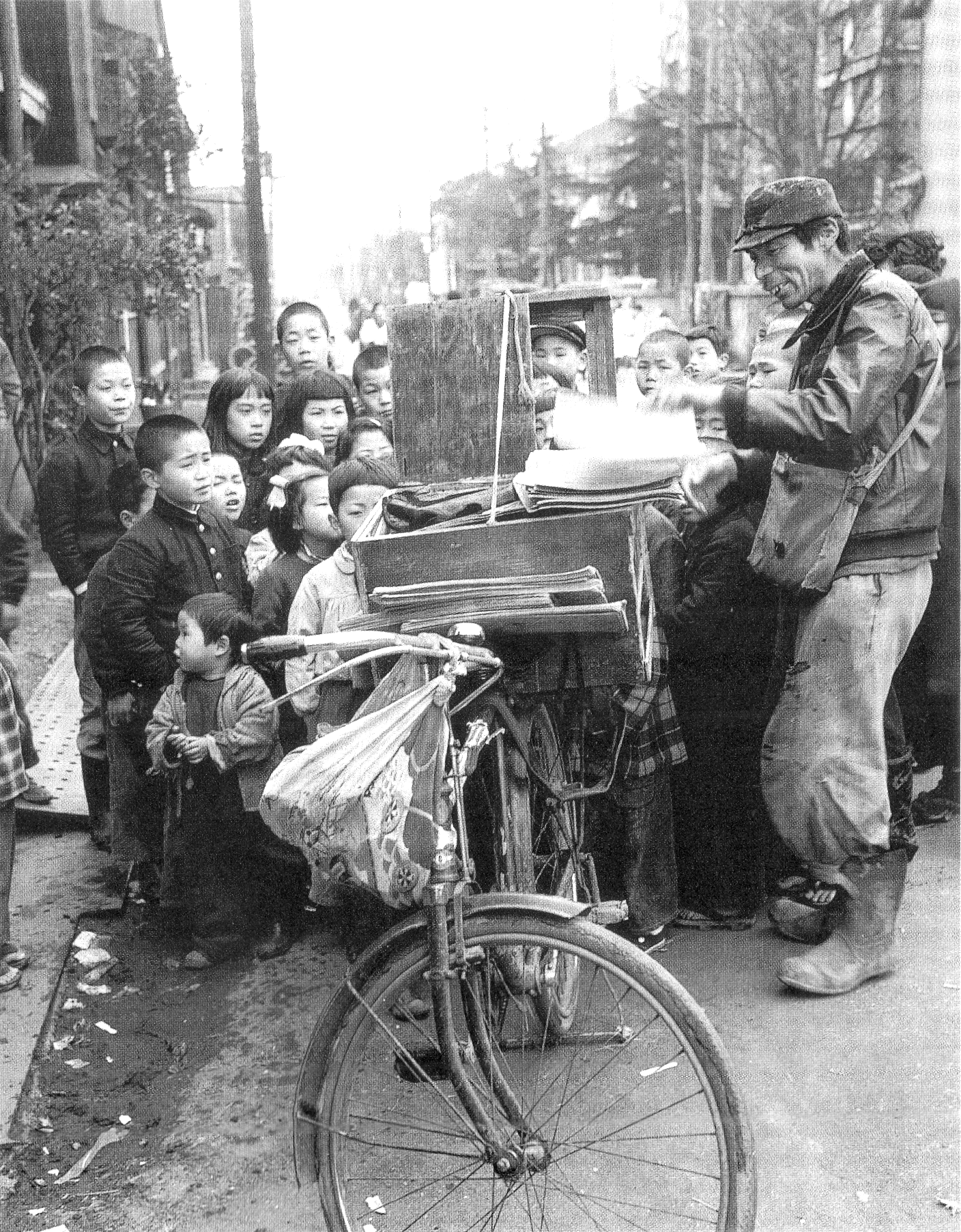
紙芝居（佃 (東京都中央区)1955年）

## 著作
- 『武蔵野』朝日新聞社 1974
- 『すばらしい子供たち』朝日新聞社 1975
- 『月曜日の朝』文:山口瞳 新潮社 1976
- 『遊べ子供たち』朝日新聞社 1978
- 『世界の子供たちはいま』形象社 1979
- 『文士 田沼武能写真集』新潮社 1979
- 『東京の中の江戸 写真集』小学館 1983

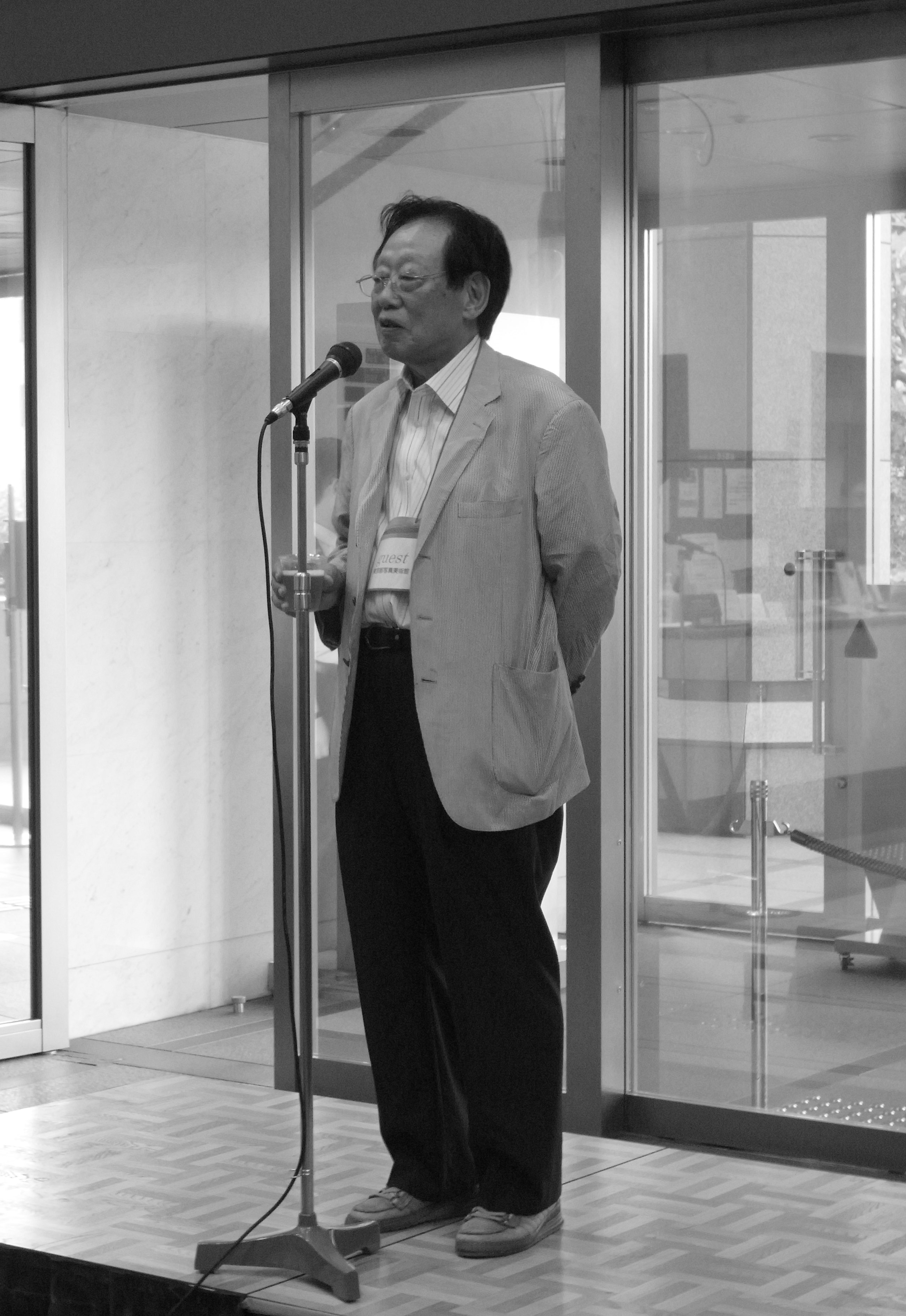
2011年8月12日、「鬼海弘雄写真展――東京ポートレイト」のレセプションにて

- 『未知の国すばらしい人たち カメラマン世界取材日記』岩波ジュニア新書 1983
- 『アンデス讃歌 田沼武能写真集』岩波書店 1984
- 『カタルーニア讃歌』堀田善衛 新潮社 1984
- 『アフリカのトットちゃん 救え、アフリカの子どもたち』黒柳徹子文 講談社 1985
- 『子どもたちの歳時記』筑摩書房 1985
- 『築地魚河岸』C・W・ニコル他共著 新潮社 とんぼの本 1985
- 『ぼくたち地球っこ 田沼武能写真集』朝日新聞社 1985
- 『ヨーロッパ・二つの窓 トレドとヴェネツィア』加藤周一,堀田善衛 リブロポート 1986
- 『カタルニア・ロマネスク 田沼武能写真集』岩波書店 1987
- 『赤ちゃん新発見 父の目1000日 カメラとペンで綴ったわが子の3年間』ごま書房 1988
- 『アンデスの旅』リブロポート 1988
- 『ヨーロッパ巡礼物語』グラフィック社 1988
- 『アトリエの101人 田沼武能写真集』新潮社 1990
- 『バルセローナの旅』矢野純一文 リブロポート 1990
- 『文士の肖像』新潮社 とんぼの本 1991
- 『わが心の残像』文芸春秋 1991
- 『昭和30年東京ベルエポック』川本三郎編 岩波書店 ビジュアルブック江戸東京 1992
- 『地球・人・出会い旅』筑摩書房 ちくまライブラリー 1992
- 『東京の戦後 田沼武能写真集』筑摩書房 1993
- 『トルコ紀行』矢野純一文 リブロポート 1993
- 『地球星の子どもたち 田沼武能写真集』朝日新聞社 1994
- 『ぼくたち地球家族 田沼武能写真集』講談社 1994
- 『戦後の子供たち 田沼武能写真集』新潮社 1995
- 『ロマネスク古寺巡礼 田沼武能写真集』岩波書店 1995
- 『下町今昔物語 田沼武能写真集』新潮社 1996
- 『トットちゃんが出会った子どもたち 田沼武能写真集』岩崎書店 1996　
  - 『トットちゃんとトットちゃんたち』講談社青い鳥文庫
- 『回想山口瞳 田沼武能写真集 江分利満氏の想い出四〇年』岩崎美術社 1997
- 『コンニチハ世界の子どもたち』岩波書店同時代ライブラリー 1997
- 『スペイン巡礼の旅 パリからサンティアゴ・デ・コンポステーラへ』矢野純一文 NTT出版 1997
- 『日本の写真家 田沼武能』岩波書店 1998
- 『作家の風貌』ちくま文庫 2000
- 『人間万歳』クレオ 2000
- 『輝く瞳世界の子ども 田沼武能写真集』岩波書店 2002
- 『トットちゃんとアフガニスタンの子どもたち 田沼武能写真集』岩崎書店 2002
- 『60億の肖像』日本カメラ社 2004
- 『学校に行けないはたらく子どもたち』全4巻 写真・文 汐文社 2004
- 『トルコの旅 歴史と生きる人と街』矢野純一文 NTT出版 2005
- 『難民キャンプの子どもたち カラー版』岩波新書 2005
- 『武蔵野讃歌 田沼武能写真集』ネット武蔵野 2006
- 『アフリカ 子どもたちの日々 田沼武能写真集』ネット武蔵野 2008
- 『真像残像 ぼくの写真人生』東京新聞出版局 2008
- 『子ども組 伝統祭事の主役たち』新日本出版社 2009
- 『笑顔大好き地球の子』写真・文 新日本出版社 2010
- 『トットちゃんと地球っ子たち 黒柳徹子ユニセフ親善大使28年の全記録』新日本出版社 2012
- 『人間万歳 写真をめぐるエセー』岩波書店 2013
- 『時代を刻んだ貌 田沼武能写真集』クレヴィス 2014
- 『トットちゃんと地球っ子たち30周年 黒柳徹子ユニセフ親善大使訪問記録 2013南スーダン 2014フィリピン』新日本出版社 2014

## 関連人物
- 木村伊兵衛
- 名取洋之助
- 沢田教一
- 植田正治
- 黒柳徹子